# Lit
Lit es una banda de rock alternativo estadounidense, fundada en 1988 en Fullerton, California. Son populares especialmente por sus canciones "Miserable" y "My Own Worst Enemy".

## Músicos

### Actuales
- Kevin Baldes – bajo, voz (1988–1989); bajo, coros (1989–presente)
- A. Jay Popoff – voz principal (1988–1989); voz,  (1989–presente)
- Jeremy Popoff – guitarra (1989–presente); teclados (1998)
- Terry Stirling Jr. – batería (2016–presente)

### Anteriores
- Sean Holland – guitarra, coros (1988–1992)
- Allen Shellenberger – batería (1989–2009)
- Chadd Anthony – guitarra (1992–1995)
- Nathan Walker – batería (2008–2016)[2]
- Ryan Gillmor – guitarra, teclados (2010-2016)

## Discografía

### Estudio
- Tripping the Light Fantastic (1997)
- A Place in the Sun (1999)
- Atomic (2001)
- Lit (2004)
- The View from the Bottom (2012)
- Tastes like Gold (2022)